# Маркова къща (Копривщица)
Вижте пояснителната страница за други значения на Маркова къща.
Марковата къща е стара, възрожденска постройка в Копривщица, построена през 1832 година от одринския майстор Владимир. Позната е и като Дантелената къща, заради изящната си дърворезба, изпълнена от самоковски майстори. Понякога е наричана и Попмаркова къща.

## Украса на къщата
Дърворезбите на фасадата са завършени през 1837 година, а стенописването отвън и отвътре – през 1857 година.
Фасадата е оцветена в равен черен цвят, по краищата и около прозорците на която е нарисувана бяла зигзаговидна линия, събираща се на ъглите в бял квадрат с черна звезда, поставена в него. В гънката под кьошка между две зигзагообразни линии е поставен лъкатушещ бял фриз от гънеща се панделка с вмъкнати в извивките букети от разнообразни цветя.
Вътрешната украса на къщата, за разлика от външното изписване, е в светли тонове. Художникът е изписал върху холкела ярки гирлянди, като на всяка стена те се различават една от друга с различно съчетание на цъфнали клонки и цветове, около които се извиват декоративни, спираловидни ленти. Към две от тези гирлянди са нарисувани добавен ред от повтарящ се в ритъм зелени кипариси и птици, кълвящи от цветните клонки.
Същият майстор е зографиосал и стенописа в предната южна стая. За съжаление част от стенописа е заличен с вар и само в алафрангата личи част от пурпурна завеса, чиито гънки са в особен ритъм, като над нея има букет от рози.
Долният етаж има изписана една стая – северната, но това е дело на друг майстор. По цялата височина на стаята са направени пана в тъмен ултрамарин, отделени едно от друго с бели обкантени ивици. Вътре в тези пана с линеала на майстора са оформени карета с ярък цинобър, чиито краища са завързани с декоративни панделки, характерни за украсата на копривщенската къща. Над стените минава холкел, оцветен с охра, със спираловидни и ярко зелени лозови клонки с червени и сини гроздове. В тази стая има алафранга, оформена като пано, по средата на която има поставен букет от светлорозови рози.
Христо Попмарков, първият кмет на Копривщица живее в Марковата къща преди да отиде да учителства в Мустафа паша като главен даскал.

## Сцени от български игрални филми, заснети тук
„Хитър Петър“ – български игрален филм (комедия) от 1960 година. Сцената в домът на Чорбаджи Стамо.
Марковата къща се намира на улица „Първа пушка“ № 4, но не е музей и не е отворена за посещение.